# اللجنة البارالمبية الوطنية في زامبيا
اللجنة البارالمبية الوطنية في زامبيا (NPCZ) هي عضو في اللجنة البارالمبية الدولية. تأسست عام 2005، لتحل محل الاتحاد الزامبي لرياضة المعاقين. تهدف، بتمويل من الحكومة، إلى ضمان تدريب مدربي الرياضيين ذوي الإعاقة، وتسهيل تشكيل الأندية الرياضية، وتنظيم ألعاب المعاقين، واكتشاف وتدريب الرياضيين الشباب، وتعزيز ثقة الأخيرين. كان أول رئيس لها هو رياضي ماراثون الكراسي المتحركة السابق والبارالمبي لانغو سينكامبا. تُعرف زامبيا رسميًا باسم جمهورية زامبيا وتقع في جنوب وسط أفريقيا.
شاركت زامبيا لأول مرة في الألعاب البارالمبية عام 1996 في الألعاب البارالمبية الصيفية في أتلانتا، جورجيا. شارك رياضي واحد فقط من زامبيا، هو لانغو سينكامبا، الذي تنافس في ألعاب القوى للرجال. لم يحصل سينكامبا على ميدالية.
في عام 2000، أرسلت زامبيا ممثلين اثنين تنافسا في ألعاب القوى إلى الألعاب البارالمبية الصيفية لكنهما لم يحصلا على أي ميداليات. لم تتنافس البلاد في عام 2004 لكنها أرسلت ممثلاً آخر في عام 2008. لم يشارك ممثلو زامبيا إلا في منافسات ألعاب القوى، ولم يسبق لهم التنافس في الألعاب البارالمبية الشتوية.
لم تتنافس زامبيا في الألعاب البارالمبية منذ عام 2008.
شقّت الرياضات من الحضارة الغربية طريقها إلى زامبيا في أوائل القرن العشرين. الملاكمة والتنس وكرة السلة شائعة ولكن كرة القدم كانت الأكثر شعبية بين البقية؛ تعتبر كرة القدم الرياضة الوطنية لزامبيا.